# Capaya
Capaya es una parroquia y un poblado venezolano del estado Miranda, en el Municipio Acevedo.

## Etimología
Su nombre es un vocablo de origen cumanagota y significa roca o piedra.  Fue fundado por frailes dominicos en el año 1692 y fue llamado Valle de Nuestra Señora de la Iniestra de Marasma en el Valle de San Nicolás de Tolentino de Capaya por los nombres de dos de sus principales ríos (Marasma y Capaya).   
La mayoría de su población es afrodescendiente ya que toda la zona fue tomada para el cultivo del cacao y fueron muchos los esclavizados africanos que trajeron en el siglo XVIII para trabajar en esas tierras. 
En 1814, Capaya ofreció abrigo a los miles de personas que huyendo de las fuerzas realistas habían evacuado Caracas en lo que se conoce como Emigración a Oriente.

## Historia
Según la tradición oral en Capaya, en el libro de bautizos aparecía un acta donde María de la Concepción Palacios servía de testigo en el bautizo de una niña el 22 de julio de 1783, dos días antes del nacimiento de su hijo Simón Bolívar. El viaje de Capaya a Caracas, en ese tiempo, duraba no menos de dos días, pero para una mujer embarazada y en época de lluvias, debían ser al menos tres días por lo que, según algunas fuentes aunque haya partido hacia la capital ese mismo 22 de julio, es muy improbable que el 24 haya estado en Caracas.  
Por ello algunas versiones sostienen que Simón Bolívar nació en esta población y esa es la causa por la que fue bautizado en Caracas en una fecha tan tardía como el 30 de julio, seis días después de su nacimiento, cuando la costumbre era hacerlo a lo sumo, el tercer día.

## Economía

### Agricultura
La parroquia Capaya se caracteriza por la presencia de la agricultura como una de las principales fuentes de ingreso de las familias capayenses, esta se destaca por la producción de rubros como el cacao, raíces y tubérculos, musáceas, leguminosas, algunos frutales como el mango, aguacate y patilla y cereales como el maíz . Los sitios agrícolas por excelencias se ubican en las comunidades de Cambural (destacada por la producción de cacao), Guatirito, El Caimito, Palenque y Piedra azul. Los rubros obtenidos son comercializados tradicionalmente en los mercados nacionales.

### Turismo
Otra de las actividades económicas existentes en la parroquia es el Turismo
Capaya es muy visitada por sus ríos Marasma, Marasmita, Capaya y El Café, así como por el Monumento natural cueva Alfredo Jahn. También pueden visitarse las ruinas de la Hacienda de los Palacios que perteneció a la familia materna del Libertador Simón Bolívar. Carlos Palacios y Blanco uno de sus tíos murió en esta Hacienda en el año 1805 y su Templo Parroquial, construido en el último cuarto del siglo XVIII. Es posible que aquí haya nacido José Palacios, asistente personal de Bolívar.  También son notables sus festividades en honor a San Juan Bautista y la celebración del natalicio del Libertador.  
. 
- Datos: Q2937205